# Sommer-Paralympics 2016/Teilnehmer (São Tomé und Príncipe)
| stlisierte Goldmedaille | stlisierte Silbermedaille | stlisierte Bronzemedaille |
| ----------------------- | ------------------------- | ------------------------- |
| —                       | —                         | —                         |

São Tomé und Príncipe entsandt zu den Paralympischen Sommerspielen 2016 in Rio de Janeiro einen Athleten. Dies war die erste Teilnahme dieses Landes an den Paralympics.

## Teilnehmer nach Sportart

### Leichtathletik
| Männer     |           |                  |                  |                  |                  |                  |                  |                  |               |
| Alex Anjos | 100 m T47 | nicht angetreten | nicht angetreten | nicht angetreten | nicht angetreten | nicht angetreten | nicht angetreten | nicht angetreten |               |
| Alex Anjos | 400 m T47 | 50,94 sek        | 3                | -                | -                | ausgeschieden    | ausgeschieden    | ausgeschieden    | ausgeschieden |